# Friedrich Kießling (Elektroingenieur)
Friedrich Kießling (auch Kiessling geschrieben; * 23. September 1935; † 16. September 2019 in Potsdam) war ein deutscher Elektroingenieur und Fachbuchautor.

## Leben
Friedrich Kießling studierte Maschinenbau an der Technischen Universität München. Nach Abschluss zum Diplomingenieur im Jahr 1958 war er wissenschaftlicher Assistent an seiner Hochschule. Bis zum Wechsel in den Ruhestand im Jahr 1997 war er Leiter der Abteilung „Technik und Entwicklung“ im Geschäftsgebiet „Bahnelektrifizierung/Leitungsbau“ der Siemens AG in Erlangen und Mitglied in mehreren internationalen Normungsgremien.
Anschließend war er freiberuflich als beratender Ingenieur für die Gebiete Fahr- und Freileitungen tätig. Er war Sprecher der Arbeitsgruppe „Energie“ in der „Europäischen Vereinigung für die Eisenbahninteroperabilität“ (AEIF), die die Technischen Spezifikationen für die Interoperabilität (TSI) für die Europäische Kommission überarbeitete, und Mitglied des Arbeitskreises „Eislasten“ im Komitee K 421 der Deutschen Kommission Elektrotechnik Elektronik Informationstechnik (DKE). Er war maßgeblich beteiligt an der Erstellung der momentan aktuellen Vorschrift für die Planung und Errichtung von Hochspannungsfreileitungen über 45-kV-Nennspannung (DIN EN 50341). Er war von 1999 bis 2017 Mitherausgeber der Zeitschrift Elektrische Bahnen.
Kießling lebte in Baiersdorf bei Erlangen. Er ist Inhaber des Patents „DE Patent 1784878“ (20. Januar 1972) zur Rammpfahlgründung.

## Werke (Auswahl)
- Contact lines for electric railways - Planning, Design, Implementation, Maintenance, Erlangen, Publicis Publishing, 2018
- Fahrleitungen elektrischer Bahnen - Planung, Berechnung, Ausführung, Betrieb, Erlangen, Publicis Publishing, 2014
- Overhead Power Lines - Planning, Design, Construction, Berlin, Springer, 2003
- Berechnung des Zustandes der Seile im Abspannabschnitt einer Starkstromfreileitung, Friedrich, 1972
- Beitrag zur Berechnung des Zustandes der Seile im Abspannabschnitt einer Starkstromfreileitung, Friedrich, 1971